# John Fante
John Fante (Boulder, 1909. április 8. – Woodland Hills, 1983. május 8.) amerikai író.
Leghíresebb műve az 1939-ben megjelent, részben önéletrajzi ihletésű Kérdezd az út porát, melyet 2006-ban filmesítettek meg Kárhozott szeretők címmel.

## Élete és pályafutása
Coloradóban született 1909-ben. Denveri egyházi iskolákba járt, majd rövid időre a Coloradói Egyetem hallgatója lett.
1929-től kezdett írással foglalkozni, első novelláját 1932-ben a The American Mercury publikálta. Első regénye Wait Until Spring, Bandini címen jelent meg, 1938-ban. 1939-ben fejezte be folytatását (és egyetlen, magyarul megjelent regényét) a Kérdezd az út porát című művet. 1940-ben novellagyűjteménye jelent meg Dago Red (később The Wine of Youth) címmel. Forgatókönyvíróként számos film megírása fűződik nevéhez: My Man and I (1952), Full of Life (1956), Jeanne Eagels (1957), A különös szent: Copertinói Szent József élete (1962), Walk on the Wild Side (1962) és My Six Loves (1963).
1955-ben lett cukorbeteg, ami miatt 1978-ban megvakult, 1980-ban pedig mindkét lábát amputálták. Ezután feleségének Joyce-nak diktálta le regényeit, 1982-ben még megjelent a Dreams from Bunker Hill.
1983. május 8-án, hetvennégy évesen hunyt el. Munkássága különösen nagy hatással volt Charles Bukowskira, aki a Kérdezd az út porát előszavát is írta.

## Magyarul megjelent művei
- John Fante: Kérdezd az út porát. Budapest, Cartaphilus Könyvkiadó, 2007. ISBN 9789637448928

## Fordítás
- Ez a szócikk részben vagy egészben  a   John Fante című angol Wikipédia-szócikk ezen változatának fordításán alapul.  Az eredeti cikk szerkesztőit annak laptörténete sorolja fel. Ez a jelzés csupán a megfogalmazás eredetét és a szerzői jogokat jelzi, nem szolgál a cikkben szereplő információk forrásmegjelöléseként.